# Josef Polák
Josef Polák (3. února 1886, Praha – 18. ledna 1945, Osvětim ?) byl významným odborníkem v oblasti muzejnictví a památkové péče. Jeho dráha je spojena především s Východoslovenským muzeem v Košicích a válečným pražským Židovským ústředním muzeem.

## Mládí
Josef Polák se narodil 3. února 1886 v pražské židovské rodině, která však byla sekularizovaná a rovněž mluvila česky. Josefův otec Jakub Polák byl drobným podnikatelem, vlastnil malou továrnu na kartonáž (papírové zboží). Matce Terezii se rok po Josefovi narodil ještě jeden chlapec, Ferdinand.
Poté, co získal základní vzdělání na české obecné škole a maturitu na českém gymnáziu v Truhlářské ulici, uvažoval Josef Polák o studiu dějin umění, které ho dlouhodobě přitahovaly, na doporučení rodičů se však přiklonil k oboru s všestrannějšími možnostmi uplatnění – právům. I přesto si však posléze našel čas na kunsthistorické přednášky, zejména Karla Chytila.
Nezanedbával ani spolkovou činnost – byl členem Svazu českých pokrokových židů a Spolku českých akademiků – židů, kde byl dokonce místopředsedou. Kupodivu mu zbýval čas ještě na ochotnické divadlo, psaní populárně naučných článků a organizaci vycházek po židovských památkách. Nadto ještě stačil absolvovat dobrovolnickou vojenskou službu u C. K. zeměbraneckého pluku č. 8. Po promoci, která proběhla 23. října 1909, získával sice právní zkušenosti v advokátní kanceláři a na různých soudních institucích, především se však věnoval svým umělecko-historickým zájmům, pracoval v muzeích a publikoval.

## První světová válka
Josef Polák narukoval ke 12. střeleckému pluku a s ním byl vyslán na východní frontu. Záhy však utržil zranění a po rekonvalescenci se již do bojové jednotky nevrátil. V zázemí mu byla svěřena práce cenzora korespondence, kvůli jeho samorostlému přístupu k ní a předválečné politické angažovanosti byl ohodnocen jako nespolehlivý a pro zdravotní stav roku vyřazen 1915 z činné vojenské služby (superarbitrován). Vrátil se ke svému předválečnému zaměstnání v advokátní kanceláři, válečná mašinerie na něj však nezapomněla – v červenci roku 1916 byl povolán k pomocnému nemocničnímu personálu do tehdejších Horních Uher, tedy na Slovensko.
Mezitím se v dubnu ještě stačil oženit. O jeho nevěstě Pessel (Josefině) není kromě toho, že pocházela z Haliče a za svobodna se jmenovala Eisen, mnoho známo. I její osud je nejasný, zřejmě zemřela, než se Josef Polák v červenci 1918 oženil znovu s Margaretou, rozenou Blau, jež pocházela z Vídně, z rodiny záhřebského obchodníka s vínem.

## Slovensko
Josef Polák sloužil na Slovensku i po skončení války, tentokrát však nově vzniklému československému státu, jako propagační důstojník. Přitom se zajímal i osud muzeí, která byla v neuspořádané poválečné době zranitelná. V březnu 1919 s jedním z nich, košickým, spojil svou profesní dráhu. Ujal se ho jako prozatímní správce. Muzeum bylo v tristním stavu, jelikož nebylo nijak zabezpečeno před rozkrádáním a jeho bývalý ředitel uprchl s cennými sbírkovými předměty i inventárními knihami do Maďarska. Situaci Polákovi jistě příliš neusnadnila ani okolnost, že většina pozůstalého personálu ovládala pouze maďarštinu.
Množství úkolů, které před Polákem vyvstalo, bylo nesmírné. Změnil se především smysl muzea. Hlavní důraz již nespočíval na dokumentaci života maďarské šlechty, pozornost se nyní stočila spíše na širší, slovenské vrstvy. Tomu odpovídal i nový název: Z Rákocziho muzea se stalo Východoslovenské muzeum v Košicích.
Josef Polák působil v muzeu v letech 1921-1926 jako správce, 1926-1939 jako ředitel. Od roku 1937 byl státním inspektorem pro muzea na území Slovenska a Podkarpatské Rusi, v letech 1938-1939 úředníkem Ministerstva školství a národní osvěty. Polák rozvíjel rozmanité aktivity, jejichž cílem bylo rozšíření muzejních sbírek. Některé předměty získal darem na svých túrách po Slovensku, společnou řeč dokázal najít i s církví i s umělci, pro které usilovně hledal podporu. V oblasti aukcí získal takové zkušenosti, že v zahraničí na nich zastupoval i jiná muzea. Nově nabyté i stávající součásti sbírek taktéž pečlivě evidoval. Jako základ mu přitom posloužily fragmenty staršího maďarského systému, který však sám ještě zdokonalil.
Stranou nezůstávala ani zásadní úloha muzea, výstavní činnost. Polák byl důvěrně obeznámen se všemi jejími aspekty, od vyjednávání s umělci až po instalaci a propagaci. Některé výstavy prohlubovaly povědomí návštěvníků o jejich nové vlasti (např. Legionárská výstava z roku 1933), jiné byly zaměřeny lokálněji (Slovenské ľudové výšivky a keramika, 1919 či Cirkevné pamiatky východného Slovenska, 1921). Zvláštní pozornost věnoval Polák výtvarnému umění, a proto například průběžně pořádal výstavy zaměřené na soudobou grafiku z různých evropských zemí.
Muzeum také reprezentovalo nový stát, a mohlo mu tudíž získávat sympatie, pochopitelně pouze za předpokladu, že bude nabízet zajímavé příležitosti ke kulturnímu vyžití. Z těchto důvodů vznikla v prostorách muzea knihovna s čítárnou a výtvarná škola. Dále Polák pořádal také přednášky, vlastivědné vycházky a divadelní představení.
Polákova osvětová činnost, jakkoli mohutná, však dlouhou dobu postrádala institucionální zakotvení. Řádným ředitelem muzea se Polák stal teprve roku 1926. Důvody pro to byly jednak byrokratické, jednak nacionalistické: Český ředitel slovenského muzea, ke všemu ještě Žid (i když nábožensky zcela vlažný), nebyl všem po chuti. Praktickým důsledkem těchto těžkostí bylo, že Polák po několik let nepobíral plat. S byrokratickými problémy musel zápolit rovněž kvůli muzejnímu rozpočtu.
Nic z toho ho ovšem nepřinutilo, aby veškeré síly věnoval výhradně svému muzeu. Vypomáhal při zakládání a uvádění do provozu muzea v Banské Štiavnici i židovského muzea v Prešově. Od roku 1937 působil jako státní inspektor muzeí na Slovensku i na Podkarpatské Rusi. Byl také zaměstnán ve státním referátu na ochranu památek na Slovensku (bránil například vývozu cenných uměleckých děl, radil s konzervací památek i při archeologických vykopávkách).
Polákovy aktivity se nicméně neomezovaly pouze na Slovensko. Vzhledem ke svým zkušenostem s inventarizací byl požádán, aby zpracoval vybavení zámků, které po roce 1918 nově připadly Československu (např. Zákupy, Ploskovice, Bouzov, Topoľčianky). Také se podílel na výstavách, které měly Slovensko představit Čechům.
Pokud jde o rodinné poměry, roku 1921 se Polákovi konečně narodil syn, který dostal jméno Tomáš. Naneštěstí osiřel ještě jako chlapec, jeho matka totiž podlehla v březnu roku 1929 střevní nemoci. Josef Polák pro něj opatřil chůvu, Jiřinu Ševčíkovou, kterou si posléze, v roce 1934, vzal.

## Druhá republika a protektorát
Slovensko musel Polák spěšně opustit, když se jeho východní část připojila na podzim 1938 k Maďarsku. V Čechách byl znovu zaměstnán ve Státním ústavu fotoměřičském, avšak pouze jeden rok mezi únorem 1939 a březnem 1940, poté byl jeho židovský původ opět pokládán za překážku. Jelikož nechtěl odejít sám, byl předčasně penzionován.
Od počátku srpna 1942 spojil své síly s pražským Židovským ústředním muzeem, které vzniklo proto, aby soustředilo a zároveň ochránilo židovské památky z území Čech a Moravy. Polák pomáhal zvládnout množství předmětů, které do Prahy přicházely z oslovených židovských obcí, a tak znovu přišly vhod jeho bohaté zkušenosti s inventarizací. Vypracoval koncepci Židovského ústředního muzea, jehož činnost se podle Poláka neměla omezovat pouze na shromažďování, ale zahrnout i další vědeckou práci, a tak vytvořit přehled o nejrůznějších aspektech židovského života.
Sám Josef Polák pro muzeum ve spolupráci s Františkem Zelenkou vytvořil expozice v Klausové synagoze (tato se obsahově velmi podobala té současné), Staronové synagoze a Obřadní síni pohřebního bratrstva (historie pražského ghetta). Přitom se musel potýkat s nejrůznějšími těžkostmi: od požadavků nadřízeného nacistického orgánu na obsah výstav, přes omezené možnosti upravit výstavní prostory tak, aby v nich mohly být vystaveny i choulostivější předměty, až po deportaci Františka Zelenky do Terezína v létě 1943.
Válka však poznamenala i jeho život osobní. Manželství s ženou árijského původu jej sice do jisté míry chránilo, i tak však byl v ohrožení, jednak kvůli svému původu, jednak kvůli tomu, že podporoval odboj. Jeho syn Tomáš byl deportován do Terezína v srpnu 1942. Paradoxně v září 1942 se Polákovi narodila dcera Milada.
18. srpna 1944 byl Josef Polák i s manželkou zatčen, jelikož jeho spolupráce s odbojem byla odhalena. Jeho manželka byla záhy propuštěna, přesto však potratila jejich druhé dítě. Josef Polák byl v Pečkově paláci držen několik týdnů, poté byl převezen do Malé pevnosti Terezín. V listopadu 1944 byl odsud deportován do Osvětimi. Tím končí určité zprávy o něm. Jiřina Poláková se později dověděla od jeho spoluvězňů, že byl naživu ještě v lednu 1945, domů se však, na rozdíl od syna Tomáše, nevrátil. Datum jeho úmrtí bylo dodatečně úředně stanoveno na 18. ledna 1945.